# Teona Dolenjashvili
Teona Dolenjashvili (en georgiano თეონა დოლენჯაშვილი; Kutaisi, 25 de febrero de 1975) es una novelista, guionista y ensayista georgiana.

## Biografía
Teona Dolenjashvili estudió en la Universidad Estatal de Tiflis, graduándose en las facultades de Periodismo y Cine. Durante algún tiempo trabajó como presentadora de programas culturales en televisión y más tarde fue reportera de prensa. En esta última ocupación fue premiada por su «simpatía con el lector» y como «autora de los artículos con más repercusión del año». Escribe las columnas Charlas sobre literatura para la revista Focus y para el diario 24 saati.
Ha participado en varios proyectos literarios, incluido el Instituto Goethe, así como en eventos literarios conjuntos con colegas alemanes, lituanos, ucranianos y azeríes.

## Obra
Teona Dolenjashvili comenzó a publicar sus obras literarias a partir de 2004. Su primer libro, la colección de cuentos Río de enero, se publicó en 2005 y al año siguiente recibió el premio de literatura SABA al mejor debut del año. En 2009 volvió a recibir el premio SABA por su novela Memphis (მემფისი), que trata sobre una pintora teflisense en la década de 1990, que intenta escapar de las dificultades de Georgia huyendo al extranjero, así como de su soledad y falta de amor. El libro también aborda la crisis contemporánea del mundo occidental y el papel que puede jugar su país en el contexto del mundo moderno.
En 2004, 2005, 2006, 2009, 2010, 2012 y 2013 sus relatos fueron incluidos en Modern Prose Anthology '15 Best Short Stories', recopilación publicada anualmente en Tiflis. En 2005, el director de cine Gio Mgeladze filmó una película basada en su cuento Fidai, que describe las últimas dos horas de la vida de una shahida.
Sus cuentos han sido traducidos al alemán, inglés, italiano, español, ruso, ucraniano, lituano, eslovaco y azerí.